# Papyrus Heidelberg Kopt. 300 + 301
Papyrus Heidelberg Kopt. 300 + 301 ist die Bezeichnung für die Fragmente eines Papyruskodex, der wahrscheinlich im 4. Jahrhundert in koptischer Sprache geschrieben wurde. Er enthält Teile der pseudepigraphischen Paulusakten mit den Thekla-Akten, dem 3. Korintherbrief und dem Martyrium des Paulus sowie eines unbekannten pseudepigraphischen Evangeliums. Es konnten etwa 2000 meist kleine Fragmente identifiziert werden, aus denen 80 Blätter rekonstruiert wurden. Diese waren etwa 27 cm × 19 cm groß und in einer sorgfältigen Schrift fast ohne Fehler in einer Vermischung verschiedener koptischer Dialekte geschrieben.
Der Heidelberger Papyrus gibt einen Überblick über den Inhalt der ursprünglich in griechischer Sprache geschriebenen Paulusakten, die sonst nur in kurzen Auszügen bekannt sind.
Die Fragmente wurden 1897 vom Koptologen Carl Schmidt in der Papyrussammlung der Universitätsbibliothek Heidelberg entdeckt und 1904 publiziert. Sie sind inventarisiert unter der Signatur P. Heid. Kopt. Inv. 300 und 301.

## Editionen
- Carl Schmidt: Acta Pauli aus der Heidelberger koptischen Papyrushandschrift Nr. 1. Übersetzungen, Untersuchungen und Koptischer Text. Hinrichs, Leipzig 1904 (online).
- Carl Schmidt: Acta Pauli. Übersetzung, Untersuchungen und koptischer Text. 2. erweiterte Ausgabe ohne Tafeln. Hinrichs, Leipzig 1905 (online) (Nachdruck 1964).